# Lawrence Sullivan Ross
Lawrence Sullivan "Sul" Ross, född 27 september 1838 i Iowaterritoriet, död 3 januari 1898 i Brazos County, Texas, var en amerikansk militär och politiker (demokrat). Han var den 19:e guvernören i Texas 1887–1891.

## Ung general i inbördeskriget
Ross deltog i amerikanska inbördeskriget i sydstatsarmén. År 1862 befordrades han till överste och 1864 till brigadgeneral. I mars 1864 besegrade hans brigad i Mississippi ett förband som bestod av afroamerikanska soldater. I samband med sydstaternas kapitulation år 1865 anklagades Ross för att hans trupper hade mördat flera tillfångatagna svarta soldater. Ross, som inte var närvarande vid kapitulationen, svarade med att två av hans mannar hade också blivit dödade av nordstaternas trupper efter att de hade gett sig. President Andrew Johnson benådade Ross den 22 oktober 1866, ett besked som nådde honom i juli 1867.

## Guvernör i Texas
Ross hade ett starkt stöd bland konfederationens veteraner då han ställde upp i guvernörsvalet 1886. Han vann valet överlägset och tillträdde guvernörsämbetet den 18 januari 1887. Även i guvernörsvalet 1888 vann Ross förhållandevis enkelt då den enda motkandidaten kom från Prohibition Party. Som guvernör förhandlade han ett slut på upproret i Fort Bend County som också kallades kriget mellan jaybirds och woodpeckers. Jaybirds var förespråkare för vit överhöghet som ville frånta svarta medborgare deras politiska rättigheter. Woodpeckers (hackspettar) kallades de vita som stödde de svartas rättigheter och de lokala makthavarna i Fort Bend County var woodpeckers som hade blivit valda med hjälp av röster från svarta medborgare. Efter att undantagstillstånd utlystes i countyt och Ross förhandlade med båda parterna övergavs den lokalpolitiska makten åt jaybirds vilka organiserade sig formellt som Jaybird Democratic Organization of Fort Bend County. Svarta väljare förlorade sin tidigare rätt att delta i demokraternas primärval i Fort Bend County.
Ross lämnade guvernörsämbetet år 1891 och tjänstgjorde som rektor vid Agricultural and Mechanical College of Texas (numera Texas A&M University) fram till sin död år 1898.